# Ioannis Rizos
Ioannis Rizos (griechisch Ιωάννης Ρίζος; * 2. März 2000) ist ein griechischer Leichtathlet, der sich auf den Stabhochsprung spezialisiert hat.

## Sportliche Laufbahn
Erste internationale Erfahrungen sammelte Ioannis Rizos im Jahr 2018, als er bei den U20-Balkan-Meisterschaften in Istanbul mit übersprungenen 4,90 m die Goldmedaille gewann. Im Jahr darauf schied er bei den U20-Europameisterschaften in Borås mit 5,00 m in der Qualifikationsrunde aus und 2021 gelangte er bei den U23-Europameisterschaften in Tallinn mit 5,20 m auf Rang zehn. Im Jahr darauf gewann er bei den Balkan-Hallenmeisterschaften in Istanbul mit 5,45 m die Silbermedaille hinter dem Österreicher Riccardo Klotz und im Juni brachte er bei den Balkan-Meisterschaften in Craiova keinen gültigen Versuch zustande. Anschließend startete er bei den Mittelmeerspielen in Oran und sicherte sich dort mit neuer Bestleistung von 5,60 m die Bronzemedaille hinter dem Türken Ersu Şaşma und Anthony Ammirati aus Frankreich. 2023 belegte er bei den Balkan-Meisterschaften in Kraljevo mit 5,10 m den fünften Platz und im Jahr darauf siegte er mit 5,40 m bei den Balkan-Hallenmeisterschaften in Istanbul und Ende Mai musste er sich bei den Freiluft-Balkan-Meisterschaften in Izmir mit 5,30 m nur dem Ukrainer Illja Krawtschenko geschlagen geben. Kurz darauf brachte er bei den Europameisterschaften in Rom in der Vorrunde keinen gültigen Versuch zustande. 2025 verpasste er bei den Halleneuropameisterschaften in Apeldoorn mit 5,45 m den Finaleinzug. Im Juli gewann er bei den Balkan-Meisterschaften in Volos mit 5,65 m die Silbermedaille hinter seinem Landsmann Emmanouil Karalis.